# Kat Von D
Katherine von Drachenberg, művésznevén Kat Von D (Montemorelos, 1982. március 8. –) mexikói-amerikai tetoválóművész, televíziós személyiség, modell, vállalkozó és énekesnő. Leginkább a TLC által sugárzott LA Ink című, négy évados tetoválással foglalkozó realityműsorból ismert, mely 2007-ben indult. Ő volt a tulajdonosa továbbá a Kat Von D Beauty nevű szépségipari cégnek, melyet később KVD Vegan Beauty névre kereszteltek át. 2021 óta zenéléssel is foglalkozik, első kislemeze "Exorcism" címmel jelent meg, a Love Made Me Do It című debütáló albumáról.

## Élete

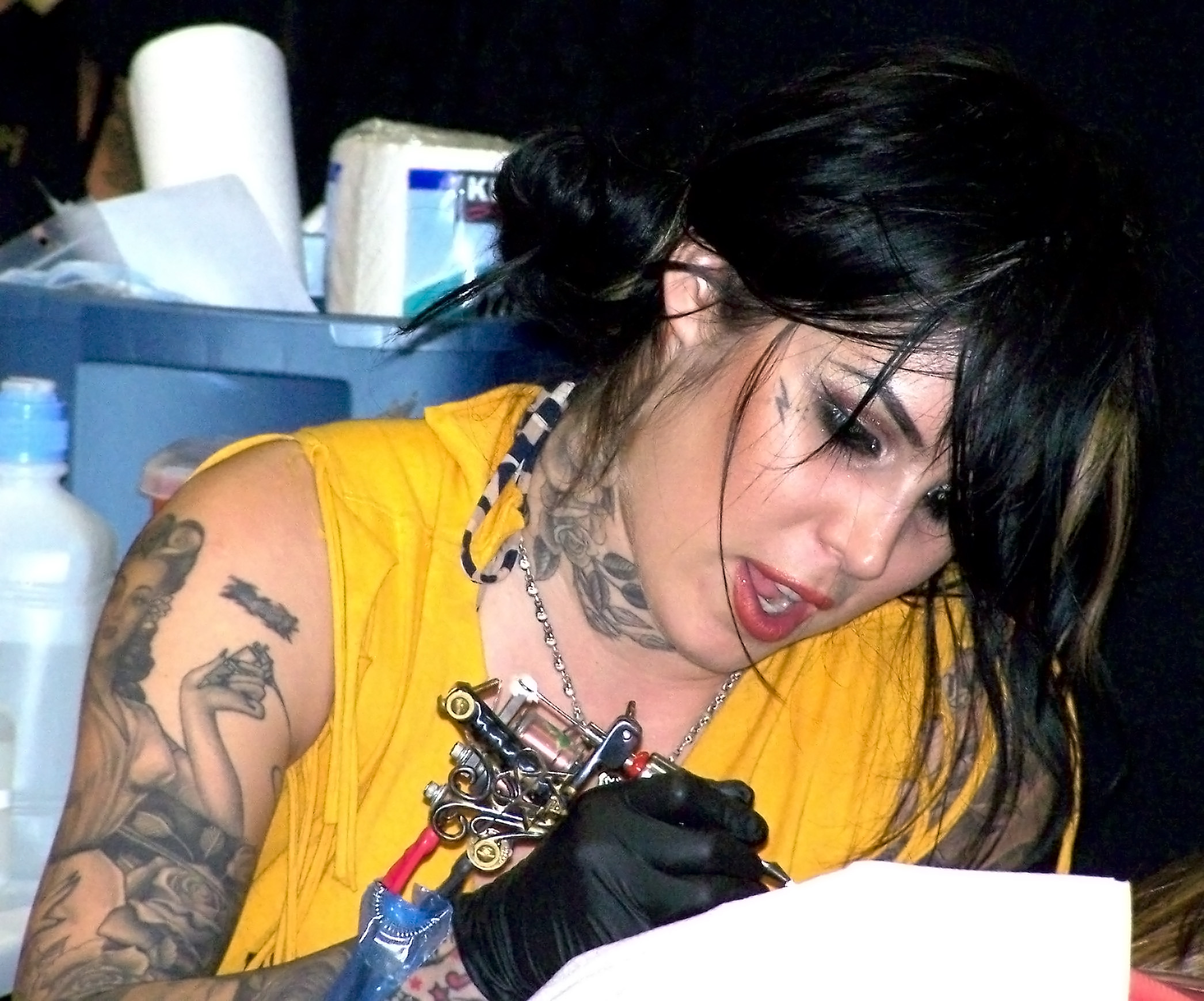
Von D a 2007-es Calgary Tattoo & Arts Fesztiválon

Katherine von Drachenberg Mexikó Új-León államában, Montemorelosban született. Szülei, René és Sylvia Argentínában születtek, és német, olasz, spanyol, illetve őslakos felmenőkkel rendelkeznek. Mindketten a Hetednapi Adventista Egyház misszionáriusai voltak. Van egy nővére, Karoline és egy bátyja, Michael. Négyéves korában családjával az Inland Empire-be költözött, és a kaliforniai Coltonban nőtt fel. Von D hatéves korától kezdve tanul zongorázni.
Kat Von D-re nagymamája, Clara von Drachenberg volt legnagyobb hatással, de San Bernardino megye kultúrája is nagy hatással volt a tetoválásaira és stílusára. 12 éves korában kezdte el hallgatni a Ramones-t, a Misfits-et és egyéb punkegyütteseket. Első tetoválását 14 évesen készíttette, 16 évesen pedig otthagyta az iskolát, hogy tetoválóművész lehessen.
15 éves korában Von D-t hat hónapra a Provo Canyon iskolába küldték, ahol elmondása szerint bántalmazták. A Provo Canyon iskola ugyanaz a bentlakásos iskola, ahová Paris Hilton is járt; Hilton azt is állította, hogy bántalmazták, amíg ebbe az iskolába járt.

## Magánélete
2003-ban kötött házasságot Oliver Peck tetoválóművésszel. 2007 augusztusában külön váltak, majd ebben az évben elváltak.
2007-től 2008 elejéig Alex "Orbi" Orbisonnal járt.
2008 februárjától 2010 januárjáig a Mötley Crüe basszusgitárosa, Nikki Sixx volt a párja. Ezután a West Coast Choppers vezérigazgatójával, Jesse James-szel járt. 2011 januárjában jegyezték el egymást. Von D 2011 júliusában bejelentette, hogy elválnak. Azonban ugyanezen év augusztusában újból eljegyezték egymást. 2011 szeptemberében ismét elváltak.
2012 szeptemberében Deadmau5 (Joel Zimmermann) zenei producerrel kezdett járni, azonban ugyanezen év novemberében elváltak. 2012. december 15.-én Deadmau5 azonban Twitteren megkérte Von D kezét, ő pedig igent mondott. 2013 júniusában véget ért a kapcsolatuk. Von D szerint Zimmermann hűtlen volt, azonban ezt a DJ tagadta.
2018. február 21.-én Rafael Reyes művésszel házasodott össze. 2018 novemberében fiuk született.

## Média
Az Eagles of Death Metal "High Voltage" című dala rá utal. A dal Von D boltjáról kapta a nevét, és a zenekar harmadik, Heart On című albumán szerepel. Egy interjúban az Eagles of Death Metal-os Jesse Hughes azt mondta: "Ezt Kat Von D-nek írtam, mert igazán menő csaj.".

## Diszkográfia
Stúdióalbumok
- Love Made Me Do It[36] (2021)

EP-k
- Exorcisms (2021)

Kislemezek
- Exorcism (2021)
- I Am Nothing (2021)
- Enough (2021)
- Fear You (2021)

## Filmszerepei
- 2022: Az igazság ára (The Lincoln Lawyer), tévésorozat; Kat Von D
- 2016: Családom, darabokban (Life in Pieces); tévésorozat; Lois
- 2009 The Adventures of Señor Toro, tévésorozat; szexi tetoválóművésznő
- 2009 The Bleeding; Ványa